# Fernsehgottesdienst
Der Fernsehgottesdienst ist ein besonders vorbereiteter Gottesdienst, der durch Mikrofone und Fernsehkameras aufgezeichnet wird, um zu einem späteren Zeitpunkt gesendet zu werden. Weit häufiger werden Fernsehgottesdienste inzwischen allerdings für die zeitgleiche Direktübertragung produziert. Orte dafür sind besondere Kirchen, aber auch markante Plätze, etwa dem Platz vor dem Petersdom in Rom. Auch Gottesdienstübertragungen vom Katholikentag und aus Kirchentagsstadien gehören dazu. Zunehmende Verbreitung finden Livestreams und Videoaufzeichnungen von Gottesdiensten im Internet. Fernsehgottesdienste sind in manchen Fällen mit dem Wirken von prominenten Fernsehpredigern verknüpft.

## Geschichte
Fernsehgottesdienste gehen auf Rundfunkübertragungen von Gottesdiensten zurück. Mit diesen hatte die BBC bereits wenige Jahre nach dem Start des Rundfunks 1923 reichlich Erfahrung. Das BBC Hand Book von 1929 widmet den „Broadcasts from Cathedrals“ (Übertragungen aus Kathedralen) ein eigenes Kapitel, wo unter anderem die Mikrofonierung beschrieben wird:
„Die Hörer der Sendungen aus der Kathedrale von Canterbury haben sicher die vielen Schwierigkeiten kaum wahrgenommen, die wir mit ungünstigem Resonanzhall seit der ersten Übertragung hatten. Heute ist die Balance zwischen Orgel und Chor praktisch perfekt, aber es steckte dahinter erhebliches Experimentieren. Normalerweise sind vier Mikrofone im Einsatz. Eine feste Verkabelung besteht nur zur Kanzel; die anderen richten sich nach den jeweilig aktuellen Gegebenheiten.“
Die ersten Fernsehübertragungen von Gottesdiensten fanden 1948 statt. Evangelische Fernsehgottesdienste gibt es in Deutschland seit dem 4. Dezember 1952 (Hamburg), römisch-katholische seit dem 25. März 1953 (Köln). In Österreich erfolgte die erste Ausstrahlung eines Gottesdienstes 1959 (aus Salzburg). Ab dem sogenannten „Lutherjahr“ 1983 waren Fernsehgottesdienste auch in der DDR geduldet und möglich, wenn Sendeanstalten aus dem Westen die Übertragung bezahlten.

### Katholische Bedenken
Namhafte Theologen formulierten in der Anfangsphase starke Bedenken gegen den Fernsehgottesdienst. Romano Guardini, Karl Rahner und Hermann Volk stellten fest, dass
- eine volle und persönliche Gottesdienstteilnahme („participatio“) am Fernsehgerät nicht möglich sei;
- der Geheimnischarakter des Gottesdienstes verletzt werde;
- die heilige Würde der Kulthandlung verweltlicht werde („Profanierung des Gottesdienstes“).

Aufgrund dieser Bedenken haben die katholischen Bistümer des deutschsprachigen Raumes 1989 „Leitlinien für die mediale Übertragung von gottesdienstlichen Feiern“ erarbeitet. So hat die Kirche nach Angabe des ZDF „Schulungen für Regisseure und Kameraleute durchgeführt, um ihnen die Bedeutung von Kirchenräumen unterschiedlicher Stilrichtungen zu erschließen“ und die „intentionale Teilnahme“ der Zuschauer am gottesdienstlichen Geschehen zu ermöglichen und zu optimieren.

### Evangelische Bedenken
Im evangelischen Bereich wurden ähnliche Bedenken laut. Zusätzlich sehr stark war jedoch der Einwand, dass das Wortgeschehen des Gottesdienstes durch die Übertragung von bewegten Bildern gestört wird. Es wurde an den Apostel Paulus erinnert, der im Römerbrief schreibt: „Der Glaube kommt aus dem Hören!“ (Röm 10,17 ). So hatte im Protestantismus das Medium, welches das „Fern-Sehen“ ermöglicht, einen nachgeordneten theologischen Stellenwert im Vergleich zum Hören.

### Konfessionsübergreifende Ansichten über die Nutzung neuer Medien
Allgemein gelten liturgische Veranstaltungen als zentrale Veranstaltung einer Kirchengemeinde. Gottesdienste stiften Gemeinschaft und persönliche Begegnung nicht nur mit Gott, sondern auch mit Glaubensgeschwistern. Von besonderem Wert ist deshalb die Nähe zur Gemeinde vor Ort. Fernsehgottesdienste können deshalb kein Ersatz für den regelmäßigen Kirchgang sein. Auch Urlaubern und Reisenden wird deshalb meist, sofern möglich, der Besuch eines Gottesdienstes vor Ort nahegelegt. Akzeptiert werden Fernsehgottesdienste überall dort, wo alte oder kranke Personen nicht mehr persönlich eine Kirche aufsuchen können oder in Ländern, wo Angehörigen von Minderheiten keine Ortsgemeinde der eigenen Konfession zur Verfügung steht. Von Bedeutung ist für viele Kirchen, insbesondere im freikirchlichen Bereich, auch die Tatsache, dass kirchenfernen Menschen mit dem Fernsehen ein niederschwelliges Angebot zur Verfügung steht, über das Fernsehen einen neuen Kontakt zur Kirche zu finden.

## Gegenwärtige Praxis

### Deutschsprachiger Raum
ZDF

Das ZDF strahlt seit 1986 an jedem Sonntag einen Gottesdienst aus, abwechselnd evangelisch und katholisch. Er wird in der Regel auch in Österreich und in der Schweiz ausgestrahlt. Seit dem 18. Mai 2008 werden in der Programmplanung auch orthodoxe und evangelisch-freikirchliche Gemeinden berücksichtigt. Die Gottesdienste sind auch in der ZDF-Mediathek abrufbar.
ARD und Dritte Fernsehprogramme
Die ARD überträgt Gottesdienste nur an besonderen Feiertagen bzw. (katholisch) Hochfesten wie Ostern, Christi Himmelfahrt, Pfingsten und Weihnachten, oft mit bischöflichen Zelebranten aus Kathedralkirchen. Einzelne Sender der ARD übertragen regional wichtige Gottesdienste in eigener Verantwortung (Jubiläen, Einführungen von leitenden Geistlichen etc.) Seit Beginn der Covid-19-Pandemie strahlen die Dritten Programme regelmäßig Gottesdienste aus. Meist einen der jeweils anderen großen Konfession, wie derjenige vom selben Tag beim Gottesdienst im ZDF.
Bibel TV
Über Bibel TV wird seit Oktober 2009 drei Mal wöchentlich der evangelische Studiogottesdienst Die Stunde des Höchsten aus der Kapelle der Zieglerschen Anstalten ausgestrahlt zu „Sendezeiten, die nicht mit den üblichen Gottesdienstzeiten der Kirchengemeinde kollidieren.“ Gestaltet werden die Gottesdienste neben Pastor Heiko Bräuning jedes Mal von einem bekannten Künstler aus dem Bereich der Kirche und einem Talkgast. Weitere Gottesdienste sind Aufzeichnungen des ERF, die Hour of Power und die ca. 26-minütigen Zusammenschnitte Gemeindeleben aus den gottesdienstlichen Veranstaltungen der Elim-Gemeinde in Hamburg.
ERF Fernsehen
Der Evangeliums-Rundfunk stellte mit der Aufgabe des eigenen Fernsehkanals seine Fernsehgottesdienste zunächst ein. Seit September 2016 werden sie in der sendereigenen Mediathek alternativ zur Livesendung im Radio wieder angeboten. Inzwischen werden viele dieser Aufzeichnungen zeitversetzt bei Bibel TV ausgestrahlt. Die Sendungen werden in der Regel in Gemeinden evangelischer Freikirchen oder auch Landeskirchen aufgezeichnet, die der Evangelischen Allianz nahe stehen.
Hope TV
Das Medienwerk der Siebententagsadventisten Hope Channel TV sendet mehrmals wöchentlich Gottesdienstaufzeichnungen aus wechselnden Gemeinden des eigenen Gemeindeverbunds. Die meisten gottesdienstlichen Sendungen stehen am Samstag (der heilige Wochentag dieser Kirchen ist der Sabbat) auf dem Programm. Dazu kommen weitere liturgische Sendungen, wie etwa Lobpreis- und Gebetsveranstaltungen.
Hour of Power
Jeden Sonntag wird der Gottesdienst „Hour of Power“ der reformierten Kirche aus Garden Grove (Kalifornien) übertragen. Von Februar 2008 bis Juli 2013 wurde aus der kalifornischen Megachurch Crystal Cathedral gesendet. Nach Insolvenz der Gemeinde und Verkauf der Crystal Cathedral wird der Gottesdienst seit Juli 2013 aus dem 1500 m entfernten, neu bezogenen Kirchengebäude Sheperd’s Grove Church aufgezeichnet. Dieser Fernsehgottesdienst erreicht nach eigenen Angaben weltweit 10 – 30 Millionen Zuschauer und ist damit der größte regelmäßig ausgestrahlte Gottesdienst. Gesendet wurde der Gottesdienst auch synchronisiert in deutscher Sprache über die Sender Tele 5 und Bibel TV, früher auch über Das Vierte und Rheinmaintv. Die englischsprachige Originalversion ist beim Sender TBN auch in Europa über Satellit zu empfangen. Clips aus den Gottesdiensten sind auch auf einem deutschsprachigen YouTube-Kanal verfügbar.
K-TV

Über K-TV werden mehrmals wöchentlich Heilige Messen live aus der Studiokapelle in Dornbirn (Österreich) oder aus dem Vatikan übertragen. Außerdem gibt es außerordentliche Gottesdienstübertragungen zu besonderen Anlässen. Dazu kommen Angelusgebet, Rosenkranzandacht und weitere liturgische Feiern, wie Anbetungs- und Gebetsveranstaltungen.
Im Zuge der COVID-19-Pandemie hat K-TV die Übertragung von Heiligen Messen deutlich ausgeweitet und sendet Heilige Messen mehrmals täglich aus verschiedenen Kirchen. K-TV betrachtet die Messübertragungen als zentralen Programmschwerpunkt.
ORF
Etwa 16-mal im Jahr sendet der ORF an Sonntagen oder Feiertagen meist Liveübertragungen von katholischen und evangelischen Gottesdiensten.
Schweizer Fernsehen
Im Programm von SRF 1 werden unter der Betreuung der Redaktion Sternstunde Religion in unregelmäßigen Abständen (etwa ein- bis zweimal monatlich) und oft zu bestimmten Anlässen Gottesdienste ausgestrahlt. Gestaltet werden sie überwiegend von der katholischen und evangelisch-reformierten Kirche.

### Livestreams und Abrufangebote einzelner Kirchengemeinden und Portale im Internet
Durch Angebote preisgünstiger Videotechnik und das Aufkommen der Video- und Streamingplattformen wurde es auch für einzelne Kirchengemeinden möglich Gottesdienste live zu streamen und/oder als video on demand zur Verfügung zu stellen. Eine Vorreiterrolle spielte hierbei die evangelische Diasporagemeinde Judenburg, die nahezu alle ihrer vierzehntäglichen Gottesdienste als Livestream und später als video on demand über vimeo anbietet.
Es gibt auch Internetportale, die kirchliche Inhalte zur Verfügung stellen und dabei auch Gottesdienste berücksichtigen. So sind Fernsehgottesdienste nach der Sendung nicht nur in den Mediatheken der Sender, sondern teilweise auch bei YouTube verfügbar. Beispielsweise realisiert etwa einmal pro Monat das Evangelische Medienhaus der Evangelischen Landeskirche in Württemberg einen Gottesdienst im Bereich der Landeskirche live oder als zeitnahe Aufzeichnung auf seiner Website kirchenfernsehen.de. Die Gottesdienste sind danach auf YouTube abrufbar.
Während der COVID-19-Pandemie haben viele Kirchen und Freikirchen erste Versuche mit Videoübertragungen begonnen, insbesondere für Risikogruppen, bevor Impfungen zur Verfügung standen. Manche Gemeinden haben diese Übertragungen danach beibehalten.